# Gastarbeiter

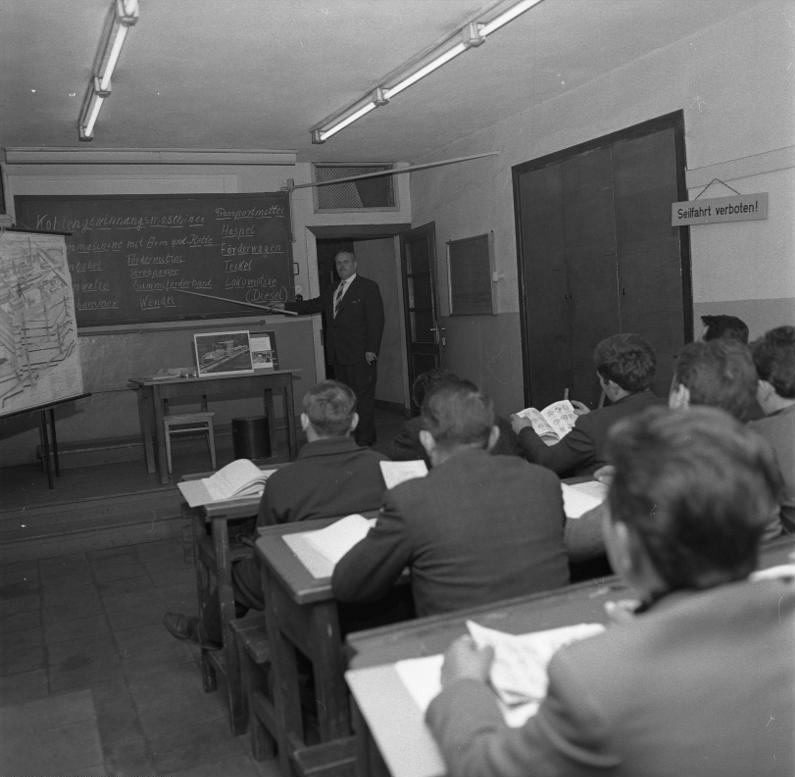
Schulung italienischer Gastarbeiter, die im Bergbau eingesetzt werden sollen (Duisburg, 1962)

Der Begriff Gastarbeiter bezeichnet Mitglieder einer Personengruppe, denen aufgrund von Anwerbeabkommen ein zeitlich befristeter Aufenthalt in der Bundesrepublik Deutschland, der DDR, Österreich oder der Schweiz zur Arbeitsaufnahme gewährt wurde. Der Begriff wurde jedoch seit den 1970er Jahren in der Bundesrepublik Deutschland auch nach faktischem Wegfall der zeitlichen Befristung ohne weitere Differenzierung als Bezeichnung für Arbeitsmigranten umgangssprachlich verwendet.

## Begriff

### Begriffsdefinition
Der Begriff Gastarbeiter bezeichnet Mitglieder einer Personengruppe, denen aufgrund von Anwerbeabkommen zur Erzielung von Erwerbseinkommen ein zeitlich befristeter Aufenthalt in der Bundesrepublik oder der DDR gewährt wurde.
Der Begriff Gastarbeiter umfasst im gewöhnlichen Sprachgebrauch nicht Arbeitnehmer, die aufgrund der Freizügigkeitsregelungen der EWG (Belgien, Frankreich, Niederlande) oder ohne besondere Vertragsgrundlage (Österreich, Schweiz, Vereinigtes Königreich, Vereinigte Staaten) in der Bundesrepublik arbeiteten. Zahlenmäßig spielten diese Arbeitnehmer auch nur eine geringe Rolle gegenüber denen, die aufgrund von Anwerbeabkommen in die Bundesrepublik Deutschland eingereist sind. Populär wurde der Begriff Gastarbeiter Anfang der 1960er Jahre in der Bundesrepublik Deutschland für die in großer Zahl im Ausland angeworbenen Arbeitsmigranten.
Nach dem Muster des ersten deutsch-italienischen Anwerbeabkommens von 1955 wurden ab 1960 Anwerbeabkommen mit Spanien (1960), Griechenland (1960), der Türkei (1961), Marokko (1963), Südkorea (1963), Portugal (1964), Tunesien (1965) und zuletzt mit Jugoslawien (1968) getroffen (siehe auch: Anwerbepolitik der Bundesrepublik Deutschland#Verlauf).
Die wirtschaftliche Rezession der Jahre 1966/1967 ließ die Anwerbung zurückgehen. Die Ölkrise 1973 und die damit verbundene Wirtschaftsflaute führten schließlich noch im selben Jahr zu einem völligen Anwerbestopp durch die Sozialliberale Koalition.

### Begriffsgeschichte

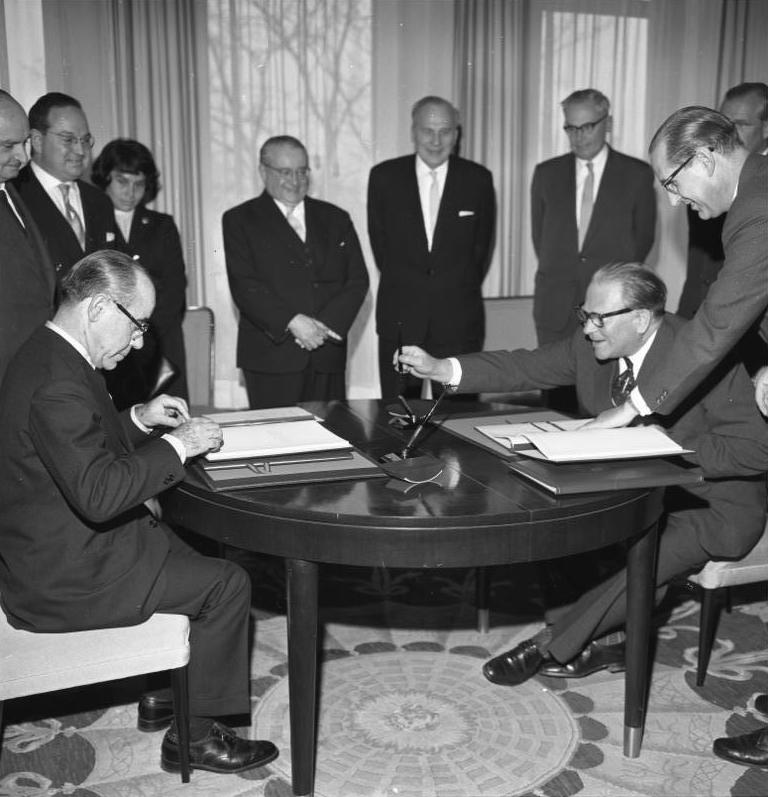
Auswärtiges Amt, Bonn 1960: Unterzeichnung eines Vertrages über Gastarbeiter zwischen der Bundesrepublik Deutschland und dem Königreich Spanien

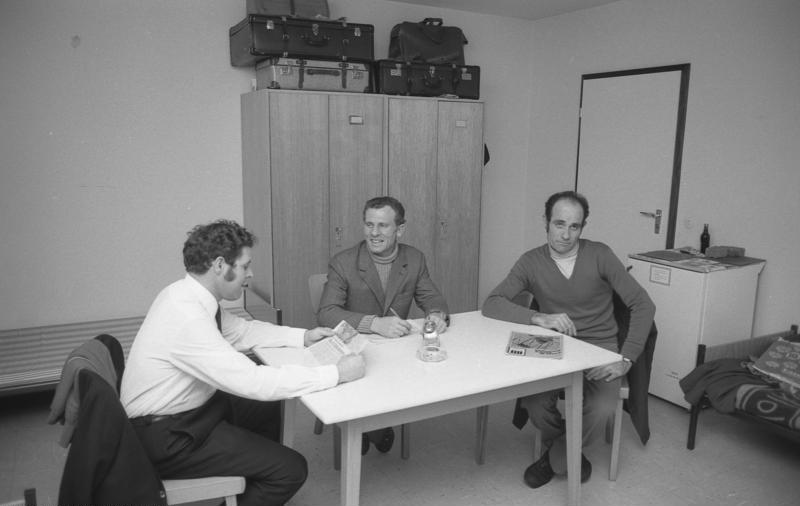
Gastarbeiter von Volkswagen in Wolfsburg, 1973

Der Begriff des Gastarbeiters tauchte bereits in den letzten Jahren des Zweiten Weltkriegs als Bezeichnung für ausländische Zivilarbeiter auf, welche auf freiwilliger Basis gegen Entlohnung in der NS-Kriegswirtschaft tätig waren. Damals war allerdings noch der Begriff Fremdarbeiter vorherrschend. Abzugrenzen ist dieser Begriff von dem Begriff der NS-Zwangsarbeiter (Kriegsgefangene und Häftlinge in Konzentrationslagern), welche ebenfalls in der NS-Kriegswirtschaft eingesetzt wurden, (s. auch: Ostarbeiter).
Trotz Kontinuitäten der Ausländerbeschäftigung wurde der Begriff Gastarbeiter nach 1945 allgemein nicht mehr mit der Zeit des Nationalsozialismus in Verbindung gebracht. Nach Thomas Schiller sollte der Begriff des Gastarbeiters nach dem Zweiten Weltkrieg „den Arbeitsemigranten“ vorbehalten bleiben, die ab dem Jahre 1955 freiwillig in die Bundesrepublik Deutschland kamen.

### Kritik am Begriff des Gastarbeiters
Bereits Anfang der 1970er Jahre wurde der Begriff von einigen Soziologen als euphemistisch betrachtet. Auf ihre Initiative hin veranstaltete der WDR 1972 ein Preisausschreiben zur Findung eines geeigneteren Wortes, zu dem 32.000 Vorschläge eingingen. Hiernach wurde zunächst der Begriff des „ausländischen Arbeitnehmers“ vermehrt benutzt. Später war in seriösen Publikationen von „Arbeitsmigranten“ die Rede. Die neuen Begriffe konnten sich aber nicht in der breiten Öffentlichkeit durchsetzen. Heute wird der Begriff „Gastarbeiter“ – insbesondere in der Fachliteratur – häufig in Anführungsstriche gesetzt. Das Grundproblem besteht darin, dass der Begriff durch seinen Gebrauch und die Art der Berichterstattung ab der 1970er Jahre außerordentlich negativ belastet ist. Vorsichtige Korrekturen finden erst in den letzten Jahren dazu statt.
Zwar wird darauf verwiesen, dass der Begriff des „Gastes“ im Wort Gastarbeiter einen Sinn ergebe, da man im Gastland Deutschland einen vorübergehenden Aufenthalt zur Leistung von Arbeit vorsah. Anders als bei der Anwerbung von Arbeitern für Zechen während der Industrialisierung im Ruhrgebiet (Ruhrpolen), so wird argumentiert, bestand weder die Absicht, den Menschen eine neue Heimat zu geben, noch hatten die Gastarbeiter die Absicht, sich dauerhaft eine neue Heimat in Deutschland zu suchen. Die zeitliche Beschränkung der Beschäftigung in der Bundesrepublik wurde sowohl von den Anwerbern als auch von den Angeworbenen angestrebt.

## Entwicklung der Gastarbeiterimmigration

### Situation in der Bundesrepublik Deutschland
Nach einem Anstoß aus Italien, der auf deutscher Seite von Ludwig Erhard und Franz Josef Strauß aufgegriffen und mit Unterstützung durch das Auswärtige Amt weiterentwickelt wurde, unterzeichnete Adenauer am 20. Dezember 1955 in Rom das Anwerbeabkommen mit Italien. In diesem ersten Anwerbeabkommen wurde vereinbart, dass die Nürnberger Bundesanstalt für Arbeit in Italien gemeinsam mit der italienischen Arbeitsverwaltung Arbeitskräfte auswählen und anwerben solle. In den folgenden Jahren schloss die Bundesregierung von 1960 bis 1968 Anwerbeabkommen mit weiteren Staaten: mit Spanien (1960), Griechenland (1960), der Türkei (1961), Marokko (1963), Südkorea (1963), Portugal (1964), Tunesien (1965) und Jugoslawien (1968).
In den 1960er Jahren arbeiteten die Gastarbeiter zumeist als un- oder angelernte Arbeiter in der Industrie. Dabei arbeiteten sie vor allem in Bereichen, in denen schwere und schmutzige Arbeit verrichtet werden musste und wo das Schichtsystem, serielle Produktionsformen mit niedrigen Qualifikationsanforderungen (Fließbandarbeit) sowie der Akkordlohn den Arbeitsalltag bestimmten. Für die Unternehmen als Nachfrager von Arbeitskräften hatte die Rekrutierung von Gastarbeitern finanzielle Vorteile, weil aus ihrer Perspektive deutsche Arbeiter dieselben Arbeitsplätze nur mit erheblichen Lohnzugeständnissen angenommen hätten. Im Umkehrschluss hatte die Anwerbung von ausländischen Arbeitskräften somit auch Einfluss auf das Lohnniveau von deutschen Anbietern von Arbeitskraft insbesondere im Niedriglohnbereich.
Am 23. November 1973 verfügte das Bundesministerium für Arbeit und Sozialordnung (BMAS) aus Anlass der aktuellen Energie- und Wirtschaftskrise einen Anwerbestopp, der alle Anwerbestaaten außer Italien betraf. Bestimmte Branchen wurden allerdings am 13. November 1974 durch eine Weisung der Bundesanstalt für Arbeit vom Anwerbestopp ausgenommen. Es handelte sich dabei um die Branchen Bergbau, Fisch- und Konservenindustrie, Torfindustrie und Hotel- und Gaststättengewerbe.
Der Anwerbestopp gilt für Drittstaatsangehörige de facto bis heute, wenngleich er durch Möglichkeiten des Familiennachzugs, der Aufenthaltserteilung zum Zweck des Studiums u. a. teilweise relativiert wurde. Zudem wurden durch die Green-Card-Offensive 2000, das Aufenthaltsgesetz 2005 und die dazu ergangenen Rechtsverordnungen und die Beschäftigungsverordnung 2013 eng umgrenzte Möglichkeiten der Arbeitskräftezuwanderung für qualifizierte Arbeitskräfte aus Nicht-EU-Staaten geschaffen. Bis heute gelten in den Anwerbeabkommen geregelte sozial- und aufenthaltsrechtliche Vergünstigungen für Arbeitnehmer aus den Anwerbestaaten und ihre Familienangehörigen fort.

### Situation in der DDR

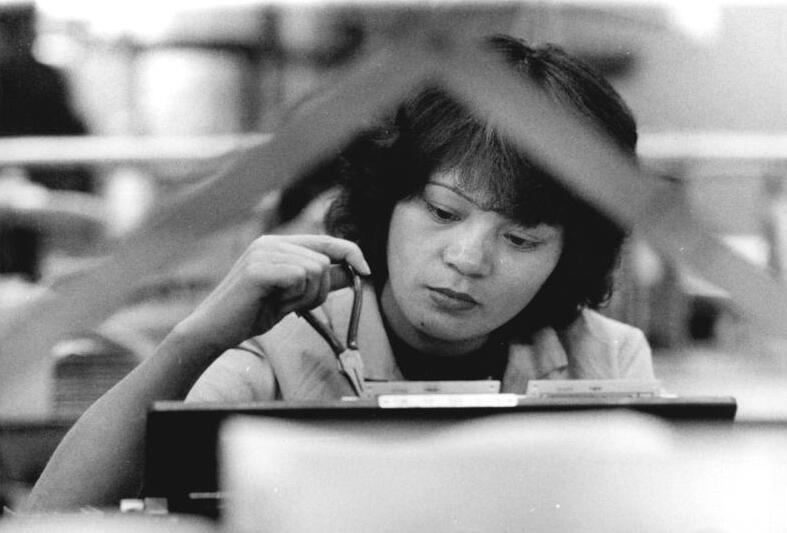
Vietnamesische Vertragsarbeiterin im Berliner Stammbetrieb des Kombinates Automatisierungsanlagenbau (1989)

In der DDR nahmen die Vertragsarbeiter eine andere Rolle ein. Sie waren keine Gastarbeiter im Sinne der westdeutschen Definition. Unter diesem Personenkreis befanden sich Austauschpersonal für den Aufbau bestimmter Technologie- und Berufsbranchen, eine große Anzahl an Auszubildenden, Studenten (vor allem mit Werkaufträgen ihres Heimatlandes) und andere. Seit Anfang der 1980er Jahre ist der ursprüngliche Grundsatz einer zeitlich festgelegten Begrenzung der Beschäftigungszahl immer mehr aufgelöst worden. 1989 hielten sich ca. 94.000 Vertragsarbeitnehmer in der DDR auf, von denen zwei Drittel vietnamesischer Herkunft waren. Andere Herkunftsländer waren Kuba, Mosambik (siehe auch Madgermanes), Polen, Ungarn, Bulgarien, die Sowjetunion und Angola. Sie wurden zeitlich befristet in DDR-Betrieben beschäftigt und ausgebildet – anfangs nur für ein, später bis zu fünf Jahren. Die Arbeitnehmer wohnten in normalen Wohngebieten, Internaten, Lehrlingsunterkünften, Werkswohnungen der sie einsetzenden Betriebe oder speziellen Wohnsiedlungen. Eine Integration dieser Arbeitskräfte war wegen ihrer zeitlichen Bedingtheit zwar nicht angestrebt, wurde aber in der DDR-Gesellschaft in unterschiedlichster Form durch kulturelle Angebote, Freizeitbeschäftigung und gemeinsame sportliche Betätigung vollzogen.
Eine innerdeutsche Besonderheit stellte die Arbeitskräfte- und Migrationsforschung in der DDR dar. Im Mittelpunkt standen hier vor allem Untersuchungen einzelner Universitäten und Bildungsinstitutionen zu ausgewählten Berufsbild-, Berufsausbildungs- und Branchenforschungen, die Bedarfe, soziale Besonderheiten und Bildungsschwerpunkte unter Beachtung der Herkunftsländer analysierten. Beachtung fanden die bildungsmäßigen Voraussetzungen, sprachliche Besonderheiten und die Gewohnheiten der Herkunftsländer. Eher am Rande wurden auch historische Wanderarbeiterbewegungen in Deutschland wie beispielsweise die Beschäftigung von Polen im Ruhrbergbau oder die Verschleppung und Ausbeutung von Fremdarbeitern in der Zeit des Nationalsozialismus untersucht. Es handelte sich um ein in der westdeutschen Bundesrepublik lange Zeit weitgehend unerforschtes Feld, da es in der Forschungslandschaft der BRD dazu kein Interesse gab. Andererseits war die politische Nutzung von Forschungsergebnissen auf diesem Gebiet seit Ende der 1970er Jahre ideologisch durch das Bemühen um Diskreditierung der westdeutschen „Gastarbeitergesellschaft“ bestimmt. „Sämtliche Formen der deutschen Arbeitskräftepolitik – vom Kaiserreich bis zur Bundesrepublik – wurden in der DDR simplifizierend als ‚Zwangsarbeitersystem des Imperialismus‘ zusammengefasst.“ Die DDR-Wissenschaft verfolgte die Absicht, eine Parallele zwischen der Gastarbeiterbeschäftigung in der Bundesrepublik Deutschland und früheren, als Ausgeburt kapitalistischer Ausbeutung der Arbeiterklasse gezeichneten Beispielen von Arbeitsmigration in Deutschland zu ziehen.

### Situation in Österreich
In den Jahren des „Wirtschaftswunders“ herrschte in Österreich Arbeitskräftemangel vor allem im Niedriglohnsektor, weshalb sich die Sozialpartner und die Regierung für die Anwerbung ausländischer Arbeitskräfte entschieden. Aufbauend auf der Unterzeichnung des Raab-Olah-Abkommens vom 28. Dezember 1961 wurde 1962 ein Anwerbeabkommen mit Spanien abgeschlossen, das aber in der Praxis ohne Bedeutung blieb, da das Lohnniveau in Österreich im Vergleich etwa zum Lohnniveau in Deutschland und der Schweiz für potentielle spanische Arbeitskräfte wenig attraktiv war. Es folgten weitere, erfolgreichere Anwerbeabkommen mit der Türkei (1964) und mit Jugoslawien (1966) sowie die Errichtung von Anwerbekommissionen in Madrid, Istanbul und Belgrad. In den folgenden Jahren, vor allem zwischen 1969 und 1973, wanderten ungefähr 265.000 Menschen nach Österreich ein, bis es Anfang der 1970er Jahre angesichts der Wirtschaftskrise zum Anwerbestopp kam. 1973 stammten insgesamt 78,5 % der Gastarbeiter aus Jugoslawien und 11,8 % aus der Türkei. Eine Folge der Gastarbeiteranwerbung war die „ethnische Segmentierung“ des Arbeitsmarktes. Gastarbeiter wurden vor allem für schlecht bezahlte und mit hoher Arbeitsbelastung verbundene Stellen angeworben.
Zu den Gastarbeitern und ihren Nachkommen siehe auch: Türken in Österreich#Immigration von Gastarbeitern in den 1960er und 1970er Jahren und Serben in Österreich.

### Situation in der Schweiz
Gewisse Regionen der Schweiz beschäftigten schon seit Mitte des 19. Jahrhunderts vorübergehend viele fremde Arbeitskräfte, insbesondere im Eisenbahnbau. Der Bau der vielen Bahntunnels der Schweiz – Gotthard, Lötschberg, auch kleinere wie der Rosenberg in St. Gallen – wären ohne die vielen vorwiegend italienischen Mineure und Bergarbeiter unmöglich gewesen. In der Zeit der Hochkonjunktur vor dem Beginn des Ersten Weltkriegs waren auch kaum einheimische Arbeitskräfte verfügbar und man konnte sie sich ja leisten. Mit dem Einbruch der Weltwirtschaftskrise änderte sich das rasch. Auch einheimische Arbeiter wurden arbeitslos und man suchte nach einer Möglichkeit, die Zuwanderung fremder Arbeiter und ihrer Familien zu begrenzen. Das sogenannte Saisonnierstatut von 1934 regelte, unter welchen Bedingungen ausländische Arbeitskräfte kurzfristig beschäftigt werden konnten. Dadurch, dass die Verträge nur für jeweils eine Saison abgeschlossen wurden, sollte sichergestellt werden, dass die Arbeiter danach wieder nach Hause fuhren. Dennoch zogen viele Arbeiter schließlich mitsamt ihren Familien in die Schweiz, was teilweise zu großen sozialen Problemen führte.
In den 1950er- und 1960er-Jahren wurden uneheliche Kinder von Gastarbeiterinnen in der Schweiz oft zu einer Adoption ins Ausland vermittelt.

## Wirkungsgeschichte
Zur Wirkungsgeschichte in Deutschland siehe: Anwerbepolitik der Bundesrepublik Deutschland#Wirkungsgeschichte

## Zitat
„Man hat Arbeitskräfte gerufen, und es kommen Menschen.“